# Šehzade Mehmed Abdülkadir
Šehzade Mehmed Abdülkadir (16. ledna 1878 – 16. března 1944) byl osmanský princ. Byl synem sultána Abdulhamida II. a jeho manželky Bidar Kadınefendi.

## Mládí
Šehzade Mehmed Abdülkadir se narodil 16. ledna 1878 v paláci Yıldız v Istanbulu. Jeho otcem byl sultán Abdulhamid II. a jeho matkou konkubína z Čerkesku, Bidar Kadınefendi. Byl druhým synem a pátým dítětem svého otce a druhým dítětem své matky. Měl o dva roky starší sestru Naime Sultan.
V roce 1891 byl Abdülkadir obřezán spolu se svými bratry Šehzade Ahmed Nurim a Šehzade Mehmed Burhaneddinem. Své první vzdělání získal v princovské škole v paláci Yıldız spolu se starším bratrem Şehzade Mehmed Selimem a budoucím sultánem Abdulmecidem II. Jeho učitelem byl Halil Aga. Naučil se mluvit několika jazyky, hrál na piano a housle.
Po dokončení vzdělání v paláci byl poslán do Německa, kde získal vojenské vzdělání. Poté se stal majorem kavalérie osmanské armády. Stal se také kolonelem a později brigádním generálem.
Dne 27. dubna 1909 byl jeho otec Abdulhamid sesazen z trůnu a vyhoštěn do exilu v Soluni. Abdülkadir zůstal v Istanbulu. Poté, co v roce 1912 připadla Soluň pod správu Řecka, Abdulhamid se vrátil do Istanbulu a usadil se v paláci Beylerbeyi, kde v roce 1918 zemřel. Mezi lety 1909 a 1924 žil Abdülkadir v palácích Kızıltoprak a Büyükdere.

## Osobní život
Když Abdülkadir dosáhl dostatečného věku, jeho otec jej chtěl oženit s Emine Sultan, dcerou sultána Abdulazize a Nesrin Kadınefendi. Emine však tuto nabídku odmítla, nechtěla si vzít muže mladšího, než je ona sama, i když to jejich otcové považovali za relevantní.
První manželkou Abdülkadira se poté stala Mislimelek Hanımefendi. Narodila se v roce 1883 a jejím rodném jménem bylo Pakize Marshania. Jejím otcem byl kníže Abdülkadir Hasan Bey Marshania, abchazský úředník působící v osmanské armádě a emigrant z Kavkazu. Její matkou byla Mevlüde Hanım İnalipa, rovněž z Kavkazu. V roce 1890 byla ve věku sedmi let darována do paláce, aby sloužila své sestřenici Nemice Sultan. Za Abdülkadira byla provdána 10. června 1898. Byla matkou Şehzade Ahmed Orhana, který však v roce 1901 zemřel. V exilu po roce 1924 odešla Mislimelek spolu s manželem do Maďarska a poté v roce 1933 do Bulharska. Později byla v Albánii vězněna v nacistickém koncentračním táboře v letech 1944-45. Na konci druhé světové války se přestěhovala do Bejrútu. V 50. letech 20. století sepsala své vzpomínky a zemřela v Tripoli roku 1955.
Jeho druhou manželkou byla Suhendan Hanımefendi. Byla abchazského původu a společně neměli žádné dítě. Později se rozvedli. Jeho třetí manželkou se stala Mihriban Hanımefendi, rovněž abchazského původu. Měla jednoho bratra a byla štíhlá blondýna. Byla matkou Șehzade Mehmed Orhana, který se narodil v roce 1909. Poté, co se v roce 1913 s princem rozvedla, žila spolu se svým bratrem. Zemřela v Egyptě v roce 1955 nebo 1956.
Jeho čtvrtou manželkou byla Macide Hanımefendi. Byla dcerou Mustafy Şerifa Beye, kolonela osmanské armády. V roce 1913 o ni Abdülkadir projevil zájem. Parlament tento sňatek nechtěl povolit vzhledem k rozdílu mezi statusy rodin. I přesto se však princ s Macide oženil. Macide však nezískala vyšší postavení ve společnosti a jejich děti neměli nárok ani na titul, ani na dědictví. Byla matkou Şehzade Ertuğrul Neciba, narozeného v roce 1914 a Şehzade Alaeddin Kadira, narozeného v roce 1917. Po roce 1924 následovala svého manžela do exilu do Maďarska, kde se později rozvedli. Zemřela ve Vídni v roce 1934.
Jeho pátou a poslední manželkou byla Meziyet Fatma Hanımefendi. Narodila se na Krétě v roce 1908. Byla dcerou Mecida Beye, kolonela z osmanské armády. V roce 1922 se do ní Albdülkerim zamiloval. Svatba se konala bez povolení a tak nebylo manželství oficiálně uznáváno. Všechny její děti tak nebyly považovány za dědice a nedostalo se jim titulů. V roce 1924 porodila dceru Bidar Sultan a v roce 1925 dceru Neslişah Sultan. Po zrušení titulů a zavedení příjmení přijala jméno Osmanoğlu. Zemřela 13. listopadu 1989 a byla pohřbena na hřbitově Karacaahmet v Istanbulu.

## Život v exilu a smrt
V březnu roku 1924 byli všichni členové dynastie z nově vzniklého Turecka vyhoštěni do exilu. Abdülkadir se s rodinou usadil v Budapešti. Dne 14. ledna 1925 dal plnou moc židovskému právníkovi Sami Günzbergovi plnou moc ke správě jeho majetků v Turecku. Díky tomu prodal Abdülkadir své sídlo manželce egyptského chedivy Ikbal Hanim. Nicméně Günzberg peníze princovi nepředal. Koupil si za ně podíl v americké ropné společnosti a postupně během deseti let peníze princovi splácel.
Abdülkadir a jeho rodina se v roce 1933 přestěhovala do Sofie v Bulharsku. V roce 1943 obnovil v Sofii mauzoleum Bali Efendiho. Během amerických náletů prodělal Abdülkadir v bunkru infarkt. Zemřel následně kvůli roztržené srdeční komoře. Byl pohřben v Sofii.

## Potomstvo
| Jméno                                             | Narození          | Úmrtí              | Poznámky                                                                                               |
| ------------------------------------------------- | ----------------- | ------------------ | --- |
| S Mislimelek Hanımefendi (sňatek 10. června 1898) |                   |                    | |
| Šehzade Ahmed Orhan                               | 1901              | 1901               | zemřel jako kojenec v paláci Yıldız, pohřben na hřbitově Yahyi Efendiho                                |
| S Mihirban Hanımefendi (rozvedeni v roce 1913)    |                   |                    | |
| Mehmed IV. Orhan                                  | 11. července 1909 | 12. března 1994    | třikrát se oženil, měl syna a dvě dcery                                                                |
| S Macide Hanım (sňatek 1913)                      |                   |                    | |
| Šehzade Ertuğrul Necib                            | 15. března 1915   | 7. února 1994      | oženil se ve Vídni v roce 1946 za Rakušanku Gertrudu Emilii Tenglerovou měl jednoho syna a jednu dceru |
| Šehzade Alaeddin Kadir                            | 2. ledna 1917     | 26. listopadu 1999 | oženil se s Lydií Dimitrovovou a spolu měli jednu dceru zemřel a byl pohřben v Sofii v Bulharsku       |
| S Meziyet Fatma Hanım (sňatek 1922)               |                   |                    | |
| Bidar Sultan                                      | 3. ledna 1924     | 8. března 1924     | narodila se Istanbulu, zemřela v Pešti v Maďarsku jako kojenec                                         |
| Neslişah Sultan                                   | 25. prosince 1925 | 30. března 2014    | provdala se dvakrát a měla dva syny svého času byla nejstarším žijícím členem dynastie                 |